# Gave de Gavarnie
Le gave de Gavarnie est une rivière torrentielle des Hautes-Pyrénées dans le Sud-Ouest de la France.
Il forme le cours supérieur du gave de Pau, dont il porte le nom ou, alternativement, celui de « gave de Gavarnie » depuis sa naissance, sur la commune de Gavarnie, jusqu'à Luz-Saint-Sauveur, où il recueille les eaux du Bastan. Le Géoportail indique cependant qu'il perd l'appellation définitive de gave de Gavarnie plus en aval, à sa confluence avec le gave de Cauterets à Soulom, à l'altitude de 457 mètres, prenant alors deux appellations possibles : gave de Pau ou gave du Lavedan.

## Hydronymie
« Le terme « gave » désigne un cours d'eau dans les Pyrénées occidentales. Il s'agit d'un hydronyme préceltique désignant de manière générale un cours d'eau. Ce nom de gave est utilisé comme nom commun et a une très grande vitalité, presque envahissante, puisque certains cours d'eau pyrénéens ont perdu, depuis un siècle, leur nom local pour devenir « le gave de... » ».

## Géographie
Le gave de Gavarnie naît dans le Parc national des Pyrénées de la collecte des eaux du cirque de Gavarnie qui fait partie du patrimoine mondial de l'UNESCO.
La superficie de son bassin versant jusqu'à Soulom, juste avant sa confluence avec le gave de Cauterets, est de 484 kilomètres carrés. Si on le considère seulement jusqu'à Luz-Saint-Sauveur, juste avant sa confluence avec le Bastan, son bassin versant s'étend alors sur 295 kilomètres carrés.

## Principaux affluents
Abréviations : (G) ou (rg) Affluent rive gauche ; (D) ou (rd) Affluent rive droite ; (CP) Cours principal, signale le nom donné à une partie du cours d'eau prise en compte dans le calcul de sa longueur.
- (G) le gave des Tourettes, 6,1 km, de la vallée des Pouey Aspé.
- (G) le ruisseau de Holle, 6,5 km, de la vallée des Espécières (ou de Luhos).
- (G) le gave d'Ossoue, 13,1 km, à Gavarnie.
- (G) le gave d'Aspé, 7,9 km.
- (D) le gave de Héas, 12,9 km, à Gèdre, en provenance du cirque de Troumouse,
  - (G) le gave d'Estaubé, 7,7 km, en provenance du cirque d'Estaubé.
- (G) le gave de Cestrède, 7,3 km.
- (D) le ruisseau de la Bat Barrada ou de Bugarret, 11,6 km, à Pragnères, en provenance du cirque d'eths Lits.
- (G) le Lassariou, 3,3 km.
- (D) l'Yse, 8,7 km, de Maucaperã.
- (D) le Bastan, 17,2 km.

## Hydrologie
Le débit du gave de Gavarnie a été observé sur une période de 49 ans (1960-2008), à la station hydrologique de Sassis, en aval de sa confluence avec le Bastan. À cet endroit, le bassin versant représente 412 kilomètres carrés.
Le module y est de 19,2 m3/s.
Le gave de Gavarnie présente des fluctuations saisonnières de débit, avec une période de hautes eaux caractérisée par un débit mensuel moyen évoluant dans une fourchette de 20,9 à 42,3 m3/s, d'avril à juillet inclus (avec un maximum en juin). La période des basses eaux a lieu d'août à mars, avec une baisse du débit moyen mensuel allant jusqu'à 11 m3/s en janvier et février. Cependant ces chiffres ne sont que des moyennes et les fluctuations de débit peuvent être plus importantes selon les années et sur des périodes plus courtes.
À l'étiage le VCN3 peut chuter jusque 3,5 m3/s, en cas de période quinquennale sèche.
Les crues peuvent cependant s'avérer redoutables, y compris en période habituelle « de basses eaux ». En effet, le débit journalier maximal enregistré à la station de Sassis durant cette période a été de 274 m3/s le 21 octobre 1977.
En amont du confluent avec le Bastan, une autre station hydrologique située à Luz-Saint-Sauveur a fonctionné de 1909 à 1959. Bien que le bassin versant (275 km2) y soit réduit d'un tiers, un débit journalier maximal de 395 m3/s a été relevé le 26 octobre 1937.
Au total, le gave de Gavarnie est un cours d'eau très abondant. La lame d'eau écoulée dans son bassin versant est de 1 472 millimètres annuellement, ce qui est plus de quatre fois supérieur à la moyenne de la France entière tous bassins confondus (320 millimètres). Le débit spécifique du gave (ou Qsp) atteint ainsi à Sassis le chiffre de 46,6 litres par seconde et par kilomètre carré de bassin.

## Monuments ou sites remarquables à proximité
- Le cirque de Gavarnie ;
- l'église Notre-Dame-du-Bon-Port de Gavarnie des XIIe et XIVe siècles[11] ;
- le chaos de Coumély à Gèdre ;
- à Luz-Saint-Sauveur :
  - le pont Napoléon qui enjambe le gave de Gavarnie, 65 mètres au-dessus,
  - l'église des Templiers des XIIIe et XIVe siècles[12].

## Galerie de photos

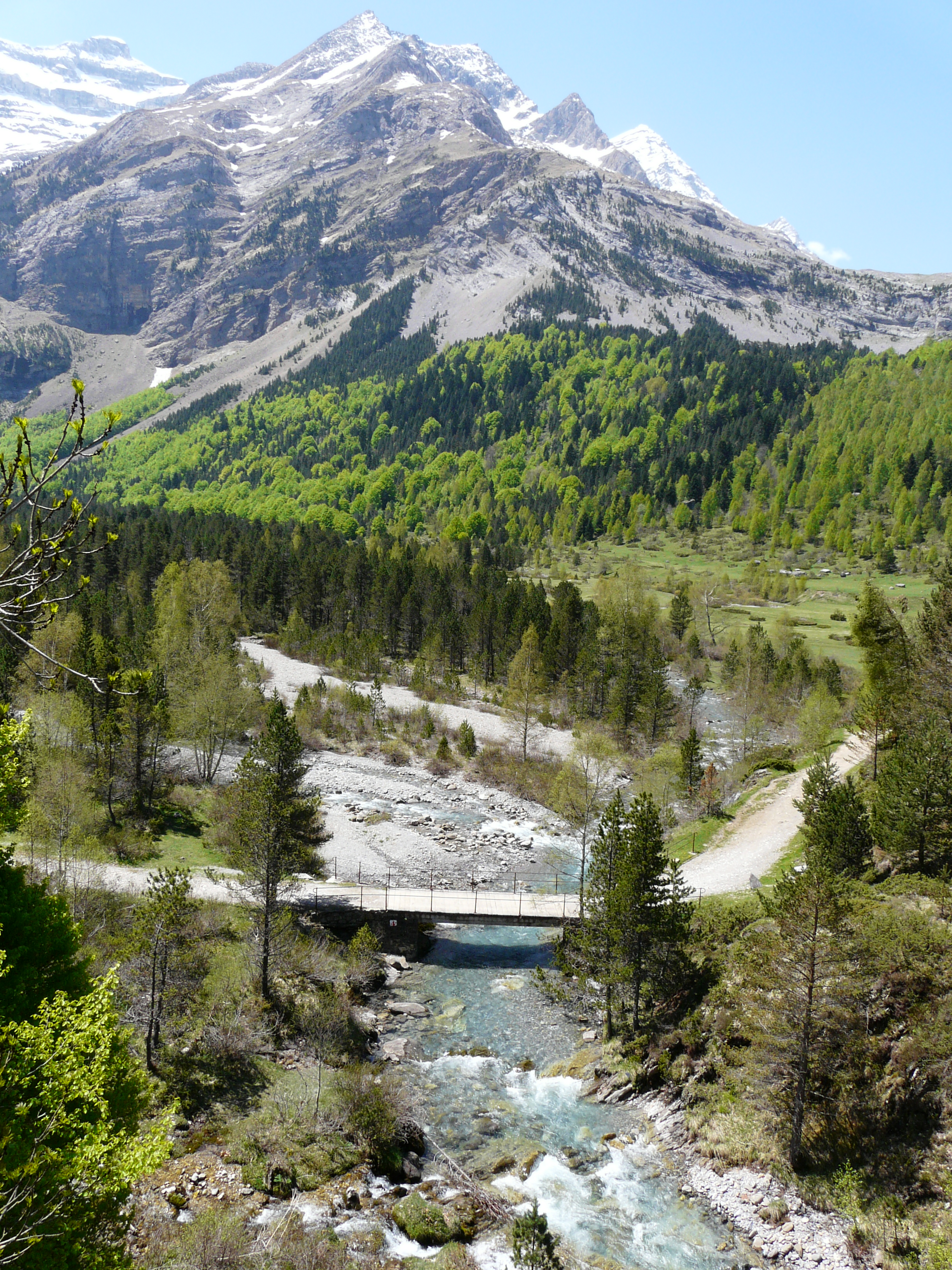
Le gave de Gavarnie au niveau de la table d'orientation de Gavarnie.
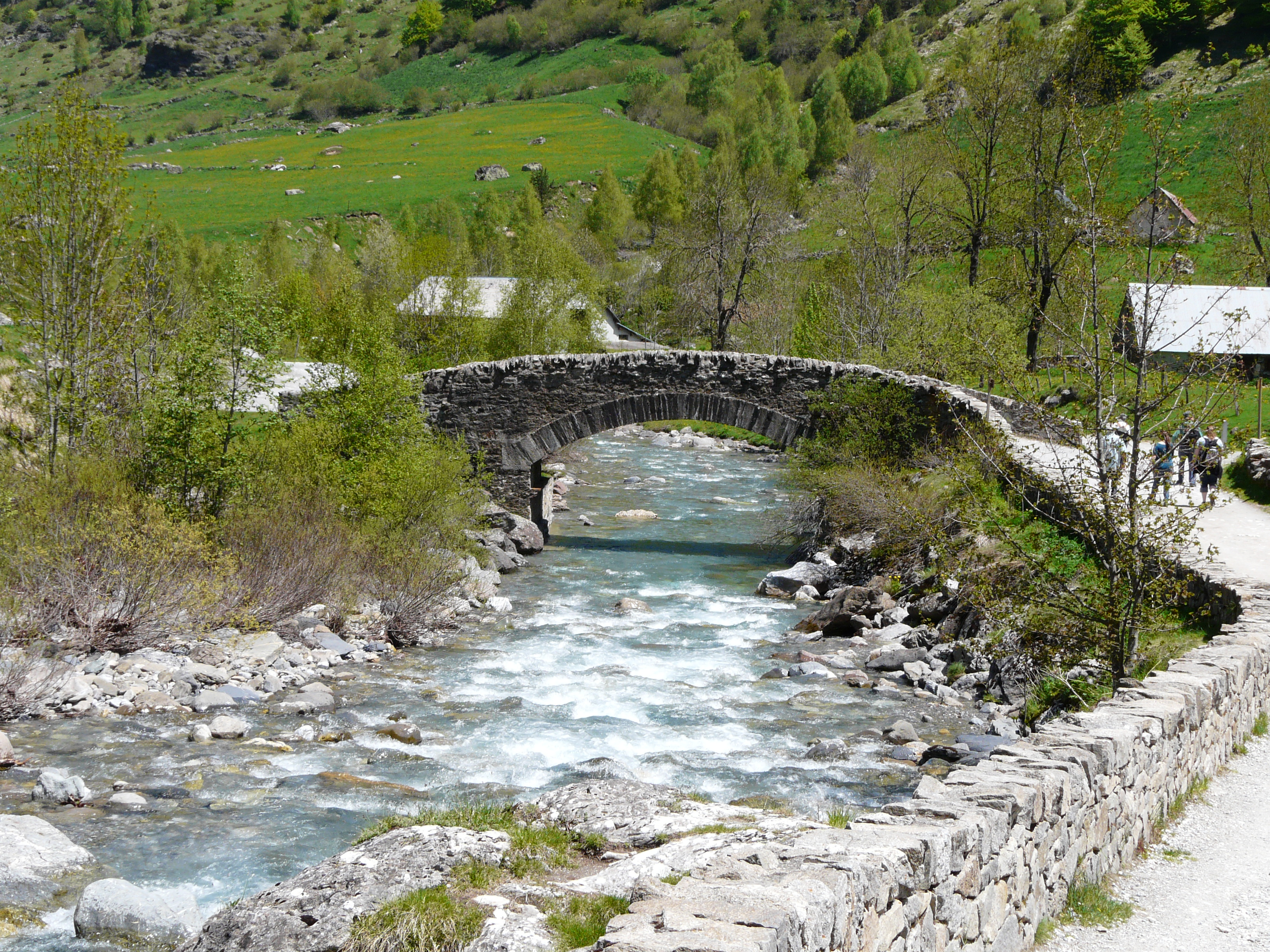
Le pont de Nadau à Gavarnie.
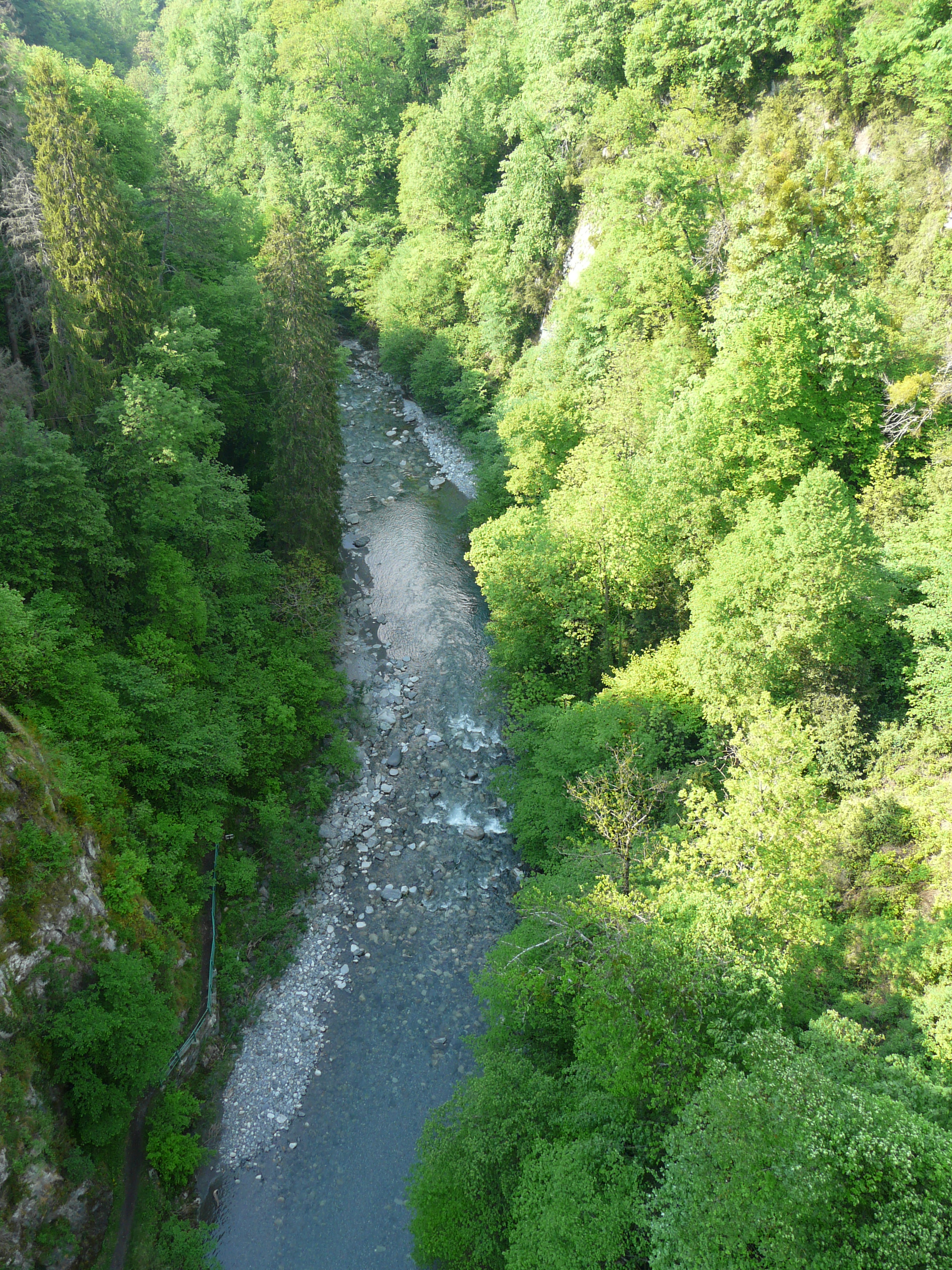
Le gave de Gavarnie en contrebas du pont Napoléon, à Luz-Saint-Sauveur.
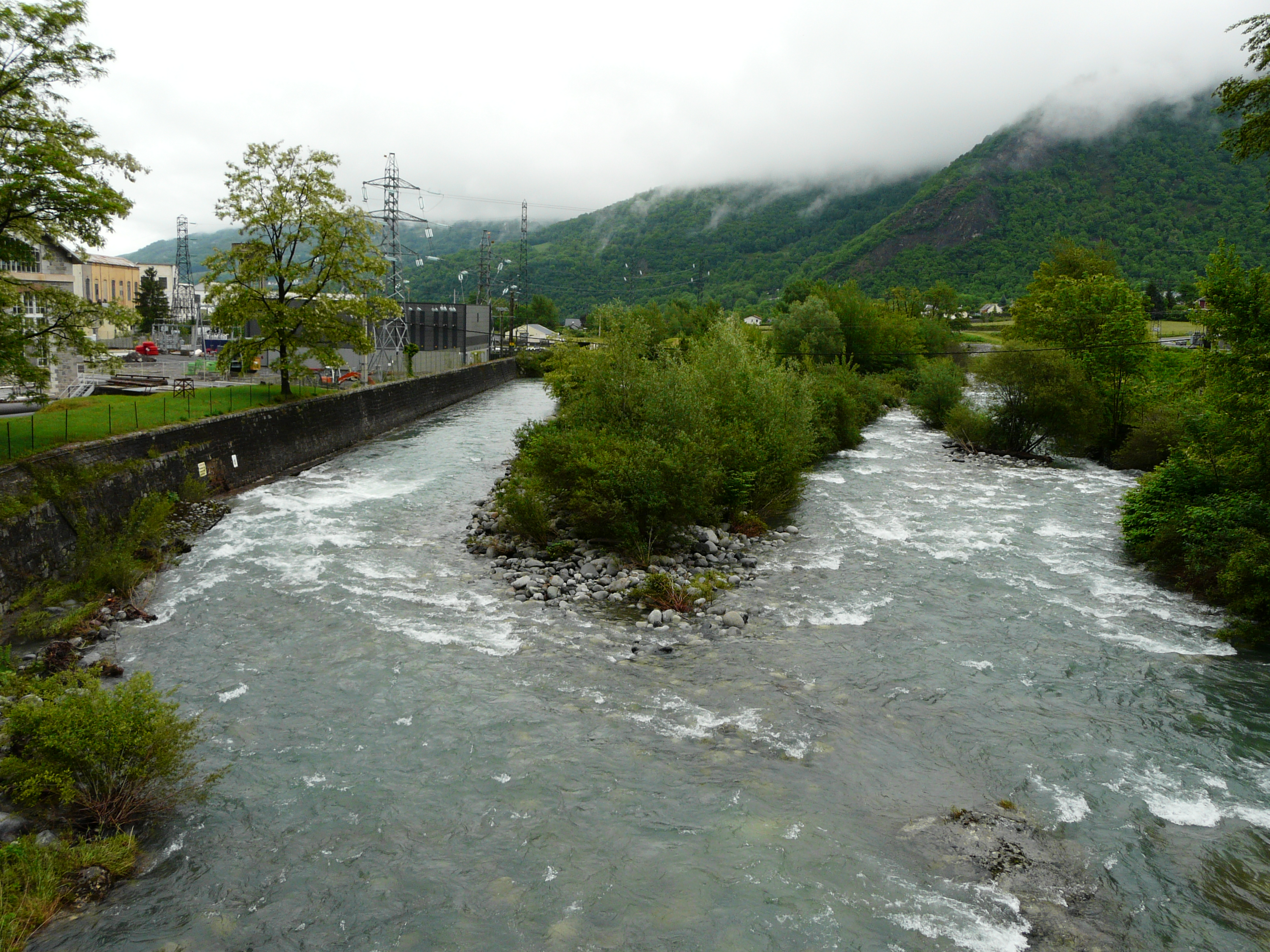
Le gave de Gavarnie en limite de Soulom et Villelongue.
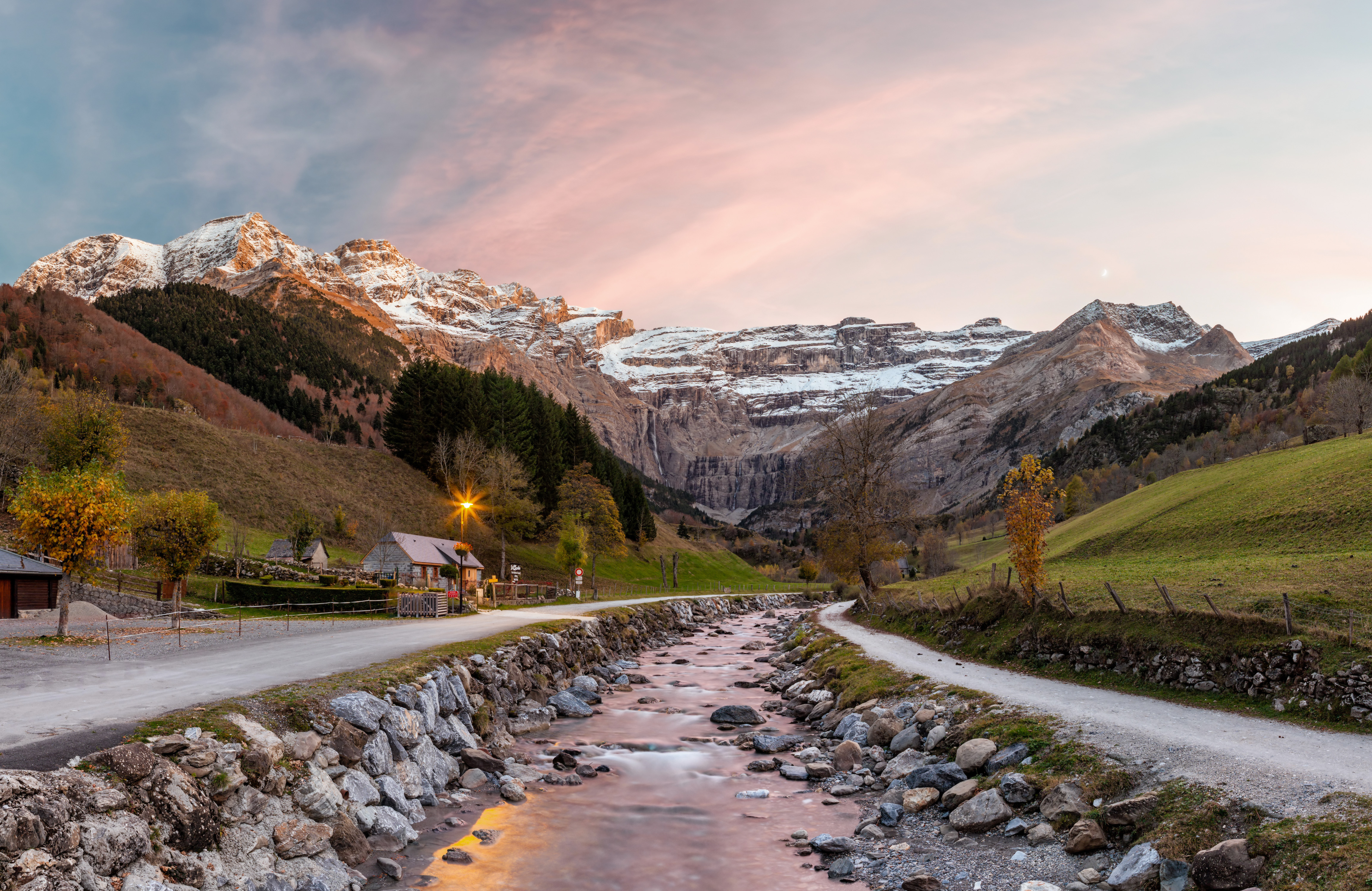